# Taberno
Taberno è un comune spagnolo  situato nella comunità autonoma dell'Andalusia. Nel 2017 contava 984 abitanti. La sua superficie è di 44 km² e ha una densità di 24,7 abitanti / km².
Le sue coordinate geografiche sono 37º 28 'N, 2º 04' O. Taberno si trova a un'altitudine di 704 metri e 120 chilometri dal capoluogo di provincia, Almería.

## Storia

### Simboli
Stemma
Lo stemma comunale è stato adottato ufficialmente con decreto 146/1987 del 6 luglio 1987. Il sole d'oro in campo azzurro è un elemento comune a molti stemmi della provincia di Almeria con riferimento alla gran quantità di ore di sole di cui gode questo territorio; il mandorlo è la coltivazione tradizionale che sta alla base dell'economia locale.
Bandiera
La bandiera è stata approvata con risoluzione della Dirección General de Administración Local del 24 gennaio 2012, pubblicata sul Boletín Oficial de la Junta de Andalucía del 9 febbraio 2012.